# Hakkâri (principauté kurde)

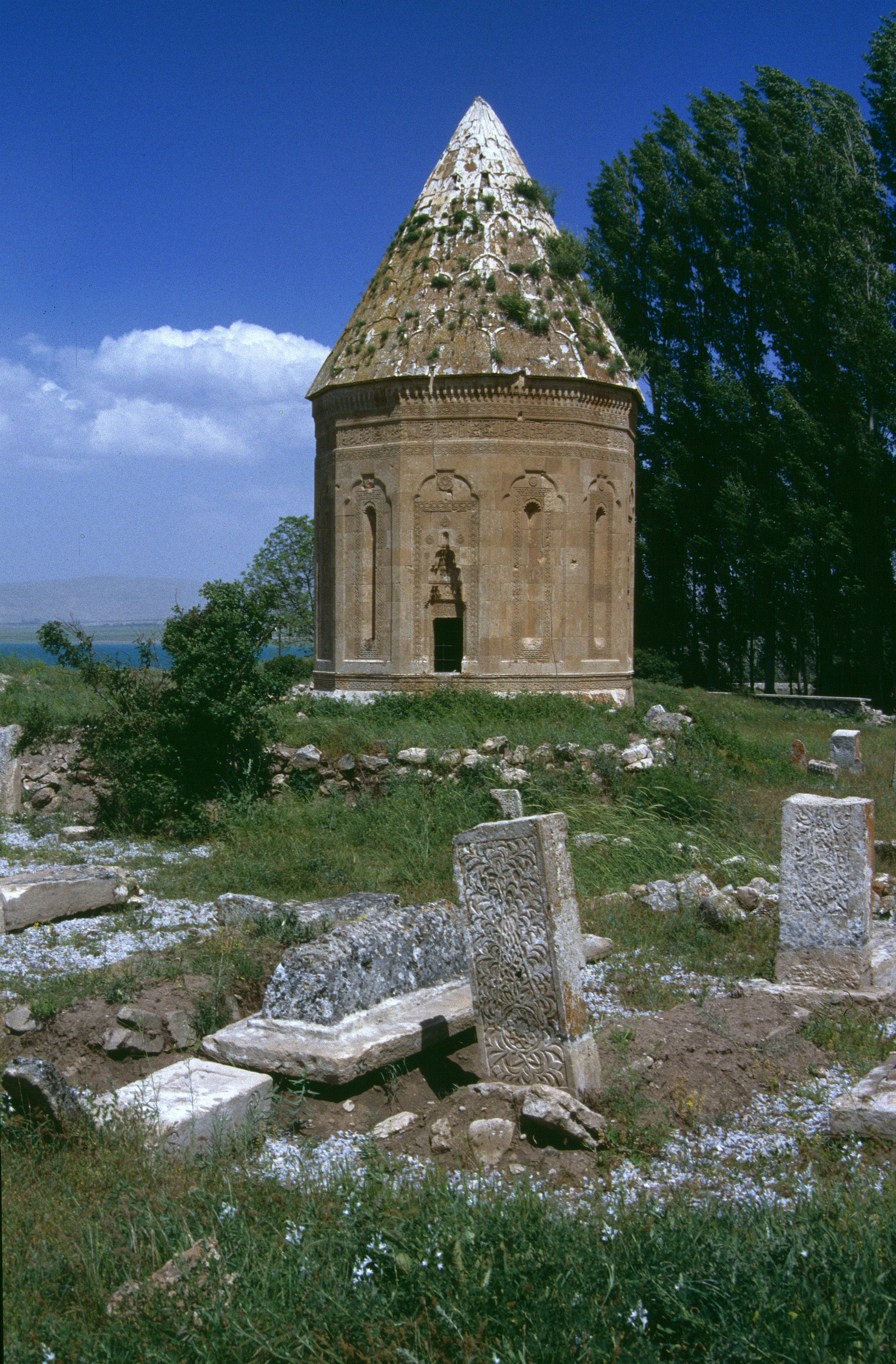
Tombe de la princesse Halim Hatun à Gevaş, 1358.

La principauté de Hakkâri ou Hakkari est un émirat kurde qui a existé du XIVe au XIXe siècle. Sa capitale était Hakkari (Colemêrg en kurde, Aqqare en araméen), dans le sud-est de l'actuelle Turquie.

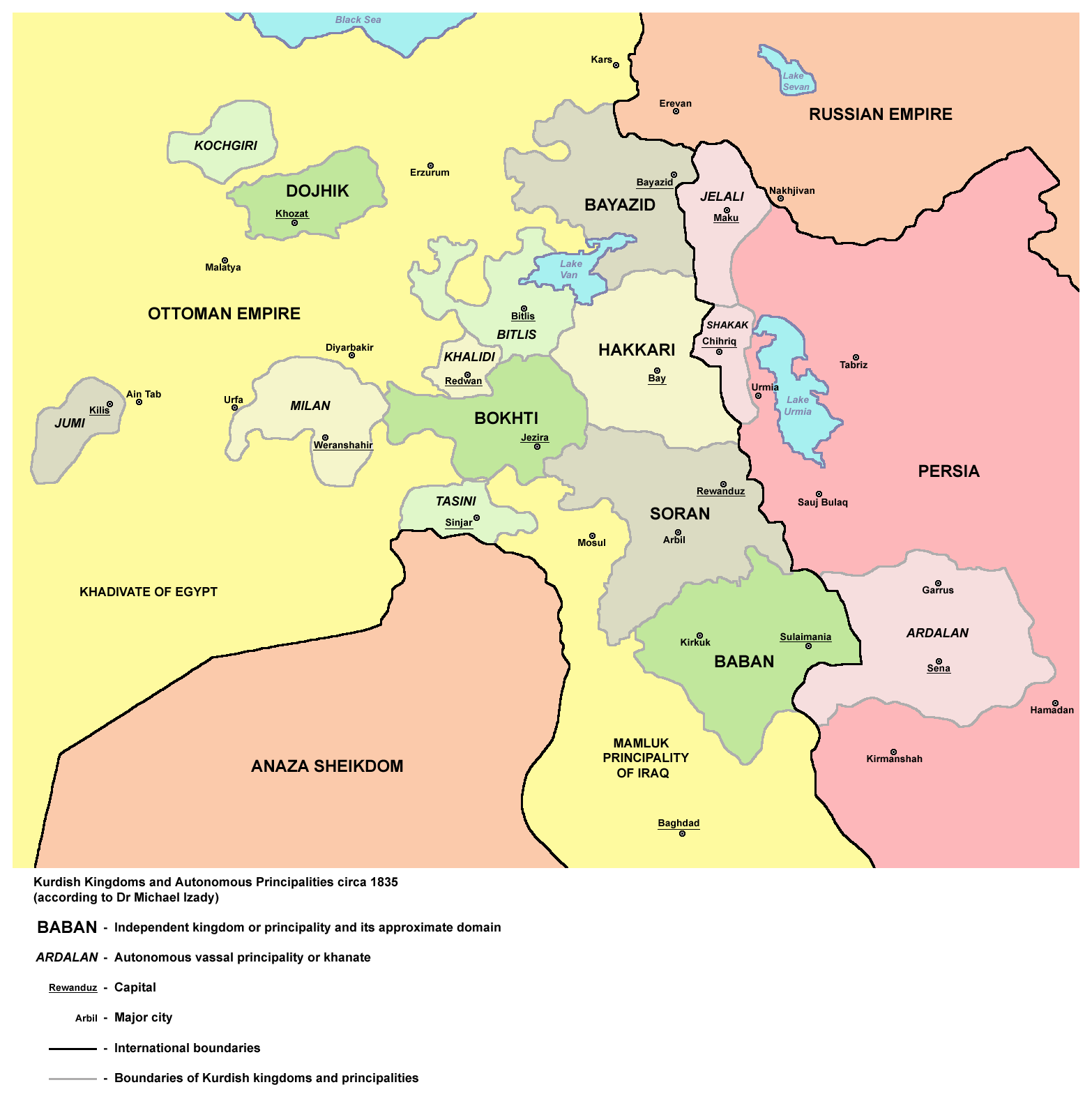
Principautés kurdes vers 1835.

## Histoire
La région est gouvernée successivement par les Akkadiens, les Hittites, les Assyriens, les Babyloniens, les Perses, les Grecs, les Arméniens, les Parthes, puis par les Arabes, les Ottomans et les Mongols. Pendant une grande partie de son histoire, elle joue le rôle de zone frontalière entre l'empire ottoman et l'empire perse.

### DuXIVeauXVIIIesiècle
La principauté de Hakkâri est fondée au milieu du XIVe siècle par le rassemblement de plusieurs tribus sous l'émir Izz ad-Din Shir (Yazdan Shir) qui établit sa capitale à Vostan (actuelle Gevaş) sur la rive sud du lac de Van. Selon le chroniqueur Sharaf ad-Din Ali Yazdi, sa famille était une des plus considérées de tout le Kurdistan. En 1387, Vostan est assiégée par le conquérant Timour (Tamerlan) : Izz ad-Din Shir se rend au bout de quelques jours et devient le vassal de Timour. Après la chute des Timourides, l'émirat devient vassal de la principauté turkmène des Qara Qoyunlu (Mouton Noir) avant d'être conquise par leurs rivaux, les Aq Qoyunlu (Mouton Blanc). Selon le récit de Sharaf ad-Din, des marchands chrétiens de Hakkâri, voyageant en Syrie et en Égypte pour leurs affaires, découvrent un descendant d'Izz ad-Din Shir vivant comme serviteur d'un Mamelouk : Asad ad-Din Zarren Chang (Zarren Chang signifie bras d'or car il portait une prothèse). Ils le font évader et l'aident à s'emparer de la forteresse, un samedi de l'an 1468. Asad ad-Din restaure la principauté ; sa dynastie porte le nom de Shembo (samedi, en kurde).
La capitale de la principauté se trouvait alors probablement à Bay, qui serait dans l'actuelle Şemdinli ou à proximité. Ce n'est qu'au milieu ou à la fin du XVIe siècle que les princes s'établissent sur le site de Djulamerk (Colemêrg, c'est-à-dire la ville actuelle de Hakkari).
En 1514, après la bataille de Tchaldiran où les Ottomans battent la Perse séfévide, les principautés kurdes, dont celle de Hakkâri, deviennent vassales de l'Empire ottoman ; leur soumission est négociée par Idris-i Bidlisi (Idriss de Bitlis), conseiller kurde du sultan Sélim Ier. Du XVIe au XIXe siècle, Hakkâri, située à la frontière de l'Empire ottoman et de la Perse, est disputée pendant les guerres ottomano-persanes et change de suzeraineté plusieurs fois. Le sud de la principauté de Hakkâri est annexé par une autre principauté kurde, celle de Bahdinan. En 1548, Zahid Bey, émir de Hakkâri, partage son domaine entre ses fils Seyyid Mehmed et Melik Bey, mais l'assassinat de ce dernier déclenche un conflit de succession : Seyyid Mehmed fait appel aux Séfévides contre Zeynel, fils de Melik Bey, soutenu par les Ottomans. Zeynel, vainqueur, maintient Hakkâri dans l'orbite ottomane. Son fils, Ibrahim Bey, reçoit des Ottomans le titre de pacha et participe à la prise de Tabriz pendant la Guerre ottomano-persane (1578-1590) où il est tué.
En novembre 1635, pendant la Guerre ottomano-persane (1623-1639), le sultan Mourad IV, de retour du sac de Tabriz, donne à Seïnel Khan le gouvernement héréditaire des Kurdes de Hakkâri, à charge d'entretenir une garnison à Erevan.
En 1688, Hakkâri est rétrogradée du rang de Hükümet (principauté) à celui d'Ocaklik (territoire tribal).

### XIXesiècle

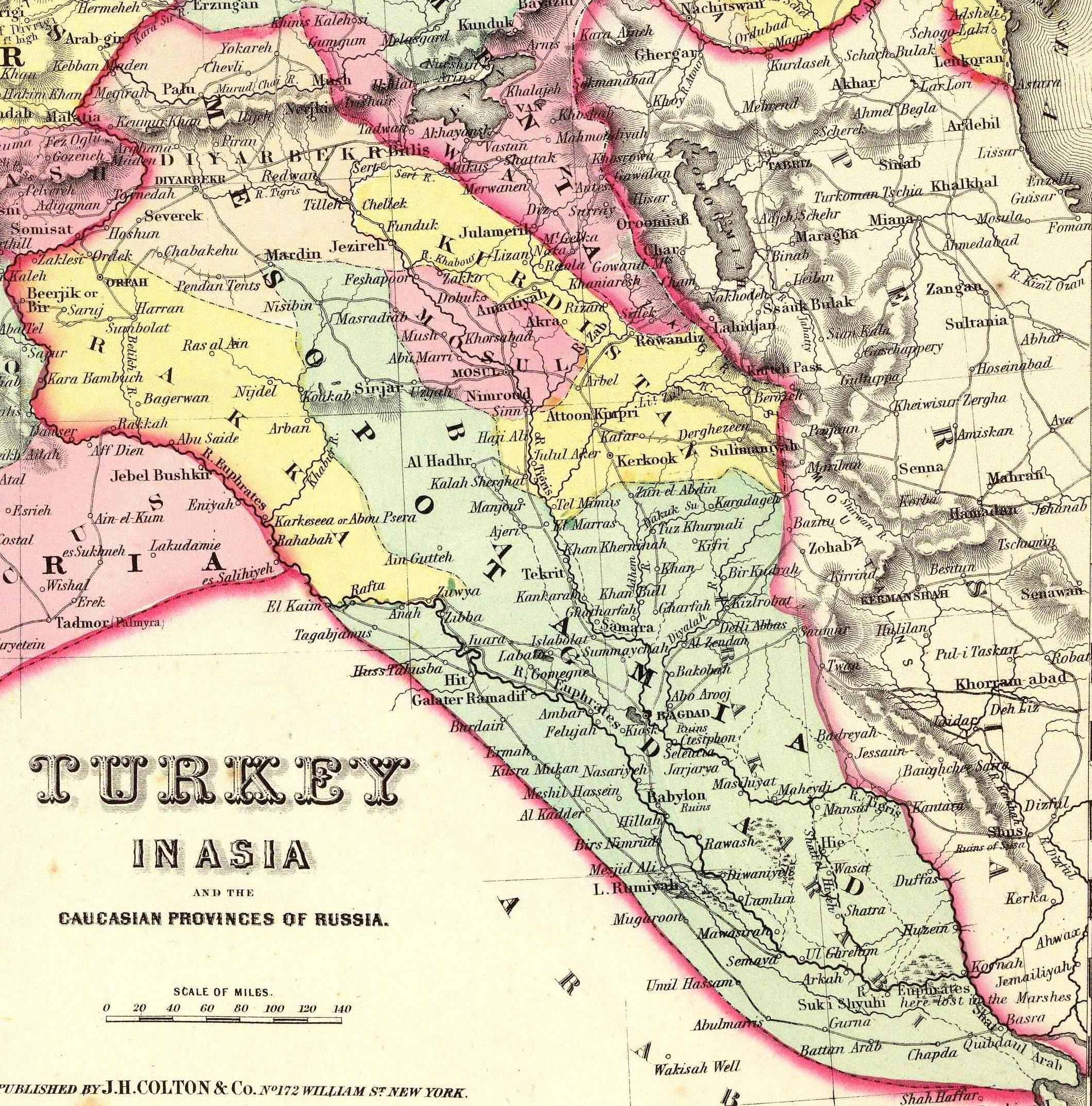
Turquie d'Asie (détail). Julamerik (Hakkâri) et Vostan (Gevaş) sont au sud du lac de Van. Carte par George Woolworth Colton, 1856.

Au début du XIXe siècle, le territoire de Hakkâri passe sous administration ottomane directe et est rattaché à l'eyalet de Van à l'exception des fiefs de Saray, Kotuz et Müküs (Bahçesaray). Les émirs kurdes continuent de résider à Elbak (en turc, Başkale) jusqu'en 1845. L'archéologue allemand Friedrich Eduard Schulz est assassiné à Elbak en 1829.

#### La question assyrienne et la révolte de Bedirxan Beg
À partir des années 1830, la région de Hakkâri va se retrouver entraînée dans une crise qui va aboutir à sa disparition en tant que principauté. Cette crise est liée à deux facteurs événementiels qui vont s'entrecroisent: la question assyrienne et la révolte du prince du Botan, Bedirxan Beg.
Dès la fin des années 1830, des missionnaires protestants américains et britanniques s'installent dans la principauté pour tenter de convertir à leur version du christianisme les Assyriens de rite nestorien, rattachés à l'Église apostolique d'Orient. En effet, la province compte une importante communauté chrétienne nestorienne, probablement depuis le XIVe siècle, quand Tamerlan avait persécuté les chrétiens en Perse et en Mésopotamie. Beaucoup d'entre eux se seraient réfugiés dans les hautes montagnes du Hakkari. La moitié de ces chrétiens disposent alors d'un statut de dhimmis, soumis aux seigneurs kurdes, tandis que l'autre moitié, organisés en tribus, sont des hommes libres, considérés comme des combattants redoutables. Dans la période des réformes du Tanzimat, les missionnaires américains font construire une grande église sur un lieu élevé, suscitant l'inquiétude des Kurdes musulmans qui craignent une invasion des puissances chrétiennes étrangères avec la collaboration des chrétiens locaux. Le plus influent des patriarches assyriens, le Mar Shimun, appelle les tribus assyriennes à s'affranchir de la tutelle de Nurallah Beg (Nurullah Bey), prince de Hakkâri. Selon certaines sources, les missionnaires étrangers, à la demande des autorités ottomanes, auraient incité les Assyriens à se rebeller contre les princes kurdes en les assurant d'un soutien occidental.
Cette crise coïncide avec la révolte de Bedirxan Beg contre les Ottomans. Bedirxan sollicite l'appui de son voisin Nurallah Beg pour lutter contre les interventions de l'armée ottomane. Mais Nurallah Beg, alors aux prises avec la rébellion assyrienne du Mar Shimun, demande d’abord à Bedirxan de l'aider à rétablir l'ordre au Hakkari. Bedirxan Beg intervient alors en faveur de son allié stratégique. En 1843 et en 1846, il lance deux expéditions militaires contre les Nestoriens, qui tournent au massacre.
En 1847, l'armée ottomane écrase la révolte de Bedirxan Beg et soumet la région. Bedirxan Beg et Nurallah Beg sont emmenés en exil. Hakkâri devient un sandjak (district) rattaché au pachalik de Van.